# Cis festivus
Cis festivus is een keversoort uit de familie houtzwamkevers (Ciidae). De wetenschappelijke naam van de soort werd in 1793 gepubliceerd door Georg Wolfgang Franz Panzer.